# Autostrada RA10 (Włochy)
Autostrada RA10 (wł. Raccordo Autostradale RA10) - połączenie autostradowe Turynu z lotniskiem Turyn - Caselle. Trasa ma długość 11 kilometrów. Jej przedłużeniem jest droga regionalna numer 2 biegnąca do Lanzo Torinese.